# Mjanmar
Mjanmár, uradno Zvezna republika Mjanmár ali Zveza Mjanmar (burmansko Pyidaungzu Thammada Myanma Naingngandaw), je obmorska država v jugovzhodni Aziji, pred letom 1989 znana pod imenom Burma. Mjanmar na zahodu meji na Bangladeš in Indijo, na severovzhodu na Kitajsko, na vzhodu na Laos in Tajsko, na jugu na Andamansko morje ter na zahodu na Bengalski zaliv. Tretjina skupne mjanmarske kopenske meje je neprekinjena obala (1930 km). Območje tromeje z Laosom in Tajsko sestavlja t. i. Zlati trikotnik.
Prestolnica Mjanmarja je Nepjido (Naypyidaw), največje mesto in včasih prestolnica pa Jangon (prej Rangun).

## Etimologija
Leta 1989 je vojaška vlada uradno spremenila angleške prevode mnogih imen, ki segajo v kolonialno obdobje Burme ali prej, tudi ime države same: "Burma" je postala "Mjanmar". Preimenovanje je še vedno sporna tema.  Mnoge politične in etnične opozicijske skupine in države še naprej uporabljajo ime "Burma", ker ne priznavajo legitimnosti vladajoče vojaške vlade ali njenega organa za preimenovanje države. 
Uradno polno ime države je "Zvezna republika Mjanmar" (burmansko: Pyidaunzu Thanmăda Myăma Nainngandaw). Nekatere države, ki niso priznale tega imena, uporabljajo kratko obliko "Union of Burma" (Burmanska zveza). 
"Burma" ali "Mjanmar" je ime, ki izhaja iz imena burmanske večine, narodne skupine Bamar. Mjanmar je literarna oblika imena skupine, medtem ko Burma izvira iz "Bamar", pogovorne oblike imena skupine. Ime Burma je bilo v uporabi v angleškem jeziku od 18. stoletja.
Burma se še naprej uporablja v angleščini v številnih državah, vključno z Združenim kraljestvom in Kanado. Uradne ZDA ohranjajo ime Burma kot ime države, čeprav na spletni strani State Departmenta navajajo državo kot "Burma (Mjanmar)" in Barack Obama se sklicuje na državo Mjanmar. Združeni narodi uporabljajo Mjanmar in tudi Združenje držav jugovzhodne Azije, Rusija, Nemčija, Kitajska, Indija, Norveška in Japonska.
Večina angleško govorečih mednarodnih medijskih hiš uradno navaja ime Mjanmar, vključno z BBC, CNN, Al Džaziro, Reutersom in Russio Today.
Burma je v španščini, italijanščini in romunščini znana kot "Birmania", kot "Birmânia" v portugalščini in kot "Birmanie" v francoščini. Vlada Brazilije uporablja "Mianmar".

## Zgodovina

### Prazgodovina
Arheološki dokazi kažejo, da je homo erectus živel na območju današnje Burme že pred 400.000 leti. Prvi dokaz o homo sapiensu je iz okoli 11.000 pred našim štetjem, v kamenodobni kulturi, imenovani anyathian, z odkritji kamnitega orodja v osrednji Burmi. Dokaze o neolitski udomačitvi živali in rastlin ter uporabi poliranega kamnitega orodja, ki segajo med 10.000 in 6000 pred našim štetjem, so odkrili v obliki jamskih poslikav v bližini mesta Taundži.
Bronasta doba je bila okoli leta 1500 pred našim štetjem, ko so ljudje v regiji namesto bakra začeli uporabljati bron; bili so med prvimi ljudmi na svetu, ki so gojili riž, perutnino in prašiče. Železna doba se je začela okoli 500 pred našim štetjem, ko se je v naseljih na območju, južno od današnjega Mandalaja, pojavilo železo. Dokazano je, da so imeli na rižu temelječa naselja, velike vasi in manjša mesta ter so trgovali s svojo okolico, pa tudi s Kitajsko v obdobju od 500 pred našim štetjem in 200 našega štetja. V železni dobi so na burmansko kulturo vplivali tudi zunanji viri, kot sta Indija in Tajska, kar je razvidno iz načina pogrebov otrok in njihovih pokopov. To kaže na neko obliko stikov med skupinami v Burmi in drugod, verjetno prek trgovine.
Okoli 2. stoletja pred našim štetjem so se v osrednji Burmi pojavile prve znane mestne države. Ob selitvah proti jugu so jih ustanavljali tibetansko-burmansko govoreči Pju, najzgodnejši prebivalci Burme, o katerih so ohranjeni podatki iz današnjega Junana. Kultura Pjujev je močno vplivala na trgovino z Indijo, uvoz budizma in tudi druge kulturne, arhitekturne in politične koncepte, ki so trajno vplivali na poznejšo burmansko kulturo in politično organiziranost.
V 9. stoletju je nastalo več mestnih držav: Pju v osrednjem suhem območju, Mon ob južni obali in Arakan vzdolž zahodnega primorja. Ravnotežje je bilo porušeno, ko so državo Pju začeli ponavljajoče napadati iz kraljevine Nančao med letoma 750 in 830. V sredini poznega 9. stoletja je ljudstvo Mranma (Burmanci/Bamar) iz Nančaa ustanovilo majhno naselje Pagan (danes Bagan). To je bila ena od konkurenčnih mestnih državic do poznega 10. stoletja, v kateri sta se krepili oblast in pomembnost.

### Cesarska Burma
Pagan je postopoma rasel, povezal okoliške države, dokler ni v 1050-1060-tih Anavrata ustanovil Paganski imperij, prvo poenotenje doline reke Iravadi in njenega obrobja. V 12. in 13. stoletju sta bila Paganski in Kmerski imperij dve glavni sili na celinski jugovzhodni Aziji. Burmanski jezik in kultura sta postopoma prevladala v zgornji dolini Iravadija, v poznem 12. stoletju pa so zamrli jeziki pju, monščina in pali. 
Teravadski budizem se je počasi začel širiti po vaseh, čeprav so tantrizem, mahajanski budizem, brahmanizem in animizem ostali močno zakoreninjeni. Vladarji Pagana in bogataši so zgradili več kot 10.000 budističnih templjev samo v osrednjem Paganu. Ponavljajoči mongolski vdori (1277-1301) so zrušili štiri stoletja staro kraljestvo leta 1287.
Po koncu Paganskega kraljestva sta sledila upad in 250 let politične razdrobljenosti, ki je trajala do 16. stoletja. Priseljenci Šani, ki so prispeli z vdori Mongolov, so kot Burmanci štiri stoletja prej ostali v ozadju. Več konkurenčnih šanskih državic je obvladovalo celotni severozahod do vzhodnega loka okrog doline Iravadi. Za dolino je bilo preveč spopadov med majhnimi državami do poznega 14. stoletja, ko sta se pojavili dve močni sili, kraljestvo Ava in kraljestvo Hantavadi. Na zahodu je bil politično razdrobljen Arakan pod konkurenčnimi vplivi svojih močnejših sosedov, dokler prvič leta 1437 Kraljevina Mrauk U ni poenotila arakanske obale.
Že zgodaj so se pripadniki kraljestva Ava borili za poenotenje (1385-1424), vendar niso nikoli povsem sestavili izgubljene kraljevine. Potem ko je Hantavadi zadržal kraljestvo Ava, se je začela zlata doba. Arakan je ostal močan na svojem ozemlju naslednjih 350 let. V nasprotju s tem je stalno bojevanje kraljestvo Ava močno oslabilo in je od 1481 dalje počasi razpadalo. Leta 1527 je Konfederacija držav Šan osvojila kraljestvo Ava in zavladala zgornji Burmi do leta 1555.
Kot Pagansko kraljestvo so bile države Ava, Hantavadi in Šan večnarodne. Kljub vojnam se je kulturno usklajevanje nadaljevalo. To obdobje velja za zlato dobo burmanske kulture. Burmanska literatura je "zrasla v bolj samozavestno, priljubljeno in slogovno raznoliko", pojavila se je druga generacija burmanskega prava, pa tudi zgodnje panburmanske kronike. Hantavadski vladarji so predstavili verske reforme, ki so se nato razširile v druge dele države. V tem obdobju so bili zgrajeni čudoviti templji Mrauk U.
Politična združitev se je vrnila v sredini 16. stoletja zaradi prizadevanj dinastije Taungu (Toungu), nekdanje vazalne države Ava. Taungujev mlad, ambiciozen kralj Tabinšveti je premagal močnejše Hantavadije leta 1541. Njegov naslednik Bajinaung je šel osvojit ogromno območje celinske jugovzhodne Azije, vključno z državami Šan, Lan Na, Manipur, kitajski Šan, Siam, Lan Čang in južni Arakan. Vendar pa je največji imperij v zgodovini jugovzhodne Azije razpadel kmalu po Bajinaungovi smrti leta 1581, popolnoma propadel pa 1599. Siam je zasedel Tenaserim, Lan Na in portugalski plačanci so ustanovili portugalsko posest Siriam (danes Tanljin).
Dinastija se je reorganizirala in premagala Portugalce leta 1613 in Siam leta 1614. Obnovljeno je bilo manjše, bolj obvladljivo kraljestvo, ki je zajemalo Spodnjo in Zgornjo Burmo, državo Šan, Lan Na in zgornji Tenaserim. Obnovljeni kralji dinastije Taungu so ustvarili pravni in politični okvir, katerega osnovne lastnosti so se nadaljevale do 19. stoletja. Krona se je v celoti nadomestila z dednimi poglavarji, pooblaščenimi guvernerji (upravniki) v celotni dolini Iravadija in močno so se zmanjšale dedne pravice šanskih poglavarjev. Trgovina in posvetne upravne reforme so zgradile uspešno gospodarstvo za več kot 80 let. Od leta 1720 dalje se je kraljestvo spopadalo s ponavljajočimi se napadi Manipurijcev v Zgornji Burmi in upori v Lan Naju. Leta 1740 je bilo v Spodnji Burmi ustanovljeno obnovljeno kraljestvo Hantavadi. 
Po padcu kraljestva Ava je uporna skupina Alaungpaja iz dinastije Konbaung premagala obnovljeni Hantavadi in leta 1759 so združili vso Burmo (in Manipur), izrinili Francoze in Britance, ki so ponudili roko Hantavadiju. Leta 1770 so dediči Alaungpaje obvladali velik del Laosa (1765), premagali Siam (1767) in porazili štiri vdore iz Kitajske (1765-1769).
Od Burme, zaskrbljene zaradi kitajske grožnje, je Siam 1770 izterjal svoja ozemlja in leta 1776 osvojil Lan Na. Burma in Siam sta bila v vojni do leta 1855, toda nastal je zastoj, izmenjava Tenaserima (v Burmo) in Lan Naja (v Siam). Kralj Bodopaja se je zaradi močne Kitajske in oživljenega Siama na vzhodu obrnil na zahod in osvojil Arakan (1785), Manipur (1814) in Asam (1817. To je bilo drugo največje kraljestvo v burmanski zgodovini, pa tudi z dolgo nejasno mejo z Britansko Indijo.
Obsežnost tega kraljestva je bila kratkotrajna. Burma je izgubila Arakan, Manipur, Asam in Tenaserim z Britanci v prvi angleško-burmanski vojni (1824-1826). Leta 1852 je Britanija enostavno zasegla Spodnjo Burmo v drugi angleško-burmanski vojni. Kralj Mindon je poskušal posodobiti kraljestvo in se leta 1875 komaj izognil priključitvi z državo Karenov. Britanci, vznemirjeni zaradi učvrstitve francoske Indokitajske, so priključili preostali del države v tretji angleško-burmanski vojni leta 1885.
Kralji Konbaung so obnovili taungujske upravne reforme in dosegli najvišjo raven notranjega nadzora in zunanje širitve. Prvič v zgodovini sta burmanski jezik in kultura prevladovala v celotni dolini Iravadija. Razvoj in rast burmanske literature in gledališča sta se nadaljevala z zelo visoko stopnjo pismenosti odraslih (polovica vseh moških in 5 % žensk). [55] Kljub temu sta bila obseg in uresničevanje reform neenakomerna in na koncu sta se pokazala kot nezadostna za zajezitev britanskega kolonializma.

### Britanska Burma (1824–1948)
Državo so kolonizirali Britanci po treh angleško-burmanskih vojnah (1824-1885). Britanska oblast je prinesla družbene, gospodarske, kulturne in druge spremembe.
1. januarja 1886 in s padcem Mandalaja je celotna Burma prišla pod britansko oblast. V času kolonializma so prišli mnogi Indijci kot vojaki, javni uslužbenci, gradbeni delavci in trgovci ter skupaj z angleško-burmansko skupnostjo obvladovali gospodarsko in civilno življenje v Burmi. Rangun (danes Jangon) je postal prestolnica britanske Burme in pomembno pristanišče med Kalkuto in Singapurjem.
Burmanska zamera je bila močna in se je kazala v nasilnih izgredih, ki so ohromili Jangon (Rangun) vse tja do leta 1930. Nekaj nezadovoljstva je zaradi nespoštovanja burmanske kulture in tradicije povzročila britanska zavrnitev sezuvanja čevljev, ko so vstopili v pagodo. Budistični menihi so postali vodilni v gibanju za neodvisnost. U Visara, menih aktivist, je umrl v zaporu po 166-dnevni gladovni stavki v protest pravilom, ki so mu prepovedovala, da bi v zaporu nosil budistična oblačila.
1. aprila 1937 je Burma postala ločena upravna kolonija Velike Britanije in Ba Mo prvi premier Burme. Bil je zagovornik burmanske samouprave in je nasprotoval sodelovanju z Veliko Britanijo in sodelovanju Burme v drugi svetovni vojni. Izstopil je iz zakonodajne skupščine in bil prijet zaradi upora. Leta 1940 je pred uradnim vstopom Japonske v drugo svetovno vojno Aung San oblikoval burmansko osvobodilno vojsko na Japonskem.
Kot glavno bojišče je bila Burma med drugo svetovno vojno opustošena. Marca 1942, nekaj mesecev po tem, ko so vstopili v vojno, je japonska vojska napredovala v Jangon in uničila britansko upravo. Burmanska izvršna uprava z Ba Mojem na čelu je bila ustanovljena pod Japonci avgusta 1942. Činditi so pod britanskim pokroviteljstvom oblikovali skupine, usposobljene za delovanje globoko v zaledju japonskih linij . Podobno so pod ameriškim okriljem delovali Merrillovi roparji in sledili Činditom v burmansko džunglo leta 1943. Konec leta 1944 so zavezniški vojaki sprožili vrsto ofenziv, ki so julija 1945 pripeljale do konca japonske vladavine. Japonci so v Burmi izgubili okoli 150.000 ljudi. 
Čeprav so se mnogi Burmanci sprva borili za Japonce kot del burmanske osvobodilne vojske, je veliko Burmancev, predvsem pripadnikov narodnih manjšin, služilo v britanski vojski. Burmanska narodna armada in Arakanska narodna armada sta se borili z Japonci od leta 1942 do 1944 in se leta 1945 priključili zavezniškim silam. Med japonsko zasedbo je umrlo 170.000 do 250.000 civilistov. 
Po drugi svetovni vojni je general Aung San z narodnimi voditelji dosegel Sporazum Panglong, ki je jamčil neodvisnost Burme kot enotne države. Aung Zan Vai, Pe Kin, Bo Hmu Aung, sir Maung Dži, dr. Sein Mja Maung, Mjoma U Tan Čve so bili med pogajalci zgodovinske panglonške konference z vodjo, bamarskim generalom Aung Sanom in drugimi narodnimi voditelji leta 1947. Leta 1947 je Aung San postal namestnik predsednika Izvršnega sveta Burme, prehodne vlade. Toda julija 1947 so politični tekmeci Aung Sana in več sodelavcev umorili. 

### Neodvisnost (1948–1962)
4. januarja 1948 je nastala samostojna republika Burmanska zveza s Sao Šve Taikom kot njenim prvim predsednikom in U Nujem kot prvim predsednikom vlade. Kot večina drugih nekdanjih britanskih kolonij in čezmorskih ozemelj pa Burma ni postala članica Commonwealtha. Oblikovan je bil dvodomni parlament, sestavljen iz poslanske zbornice in senata narodnosti, večstrankarske volitve so bile leta 1951-1952, 1956 in 1960.
Geografsko območje Burme zajema danes območje, kot je bilo določeno v Sporazumu Panglong in je kombinacija Prave Burme, ki je obsegala Spodnjo in Zgornjo Burmo in obmejna območja, ki so jih Britanci ločili.
Leta 1961 je postal U Tant stalni predstavnik Burme v Združenih narodih in nekdanji sekretar predsednika vlade je bil izvoljen za generalnega sekretarja Združenih narodov. Na položaju je bil deset let. Ko je bil generalni sekretar, je v ZN delala mlada Aung San Su Či, ki je leta 1991 dobila Nobelovo nagrado za mir.

### Vojaška oblast (1962–2011)
2. marca 1962 je general Ne Vin prevzel nadzor nad Burmo s pomočjo državnega udara in vojske. Od takrat je bila vlada pod neposrednim ali posrednim nadzorom. Med letoma 1962 in 1974 je Burmi vladal revolucionarni svet. Skoraj vsa področja družbe (podjetja, mediji, proizvodnja) so bila nacionalizirana ali pod vladnim nadzorom z burmanskim načinom socializma, ki je bil kombinacija sovjetskega nacionalizma in centralnega planiranja.
Nova ustava Socialistične zvezne republike Burma je bila sprejeta leta 1974. Do leta 1988 so imeli enopartijski sistem z generalom in drugimi vojaškimi častniki na oblasti. V tem obdobju je Burma postala ena najrevnejših držav na svetu. 
V naslednjih letih so se ponavljali protesti proti vojaški vladavini, a so bili skoraj vedno nasilno zatrti. 7. julija 1962 so se demonstracije razširile na Rangunsko univerzo, kar je terjalo smrt 15 študentov. Leta 1974 so bili z vojsko nasilno zatrti protivladni protesti na pogrebu U Tanta. Študentski protesti leta 1975, 1976 in 1977 so bili prav tako hitro in nasilno zatrti.
Leta 1988 so se, ker so bili ljudje nezadovoljni zaradi slabega gospodarskega upravljanja in političnega zatiranja, začele razširjene prodemokratične demonstracije po vsej državi, znane kot vstaja 8888. Varnostne sile so ubile več tisoč protestnikov, general So Maung je uprizoril državni udar in oblikoval Državo za mir in razvojni svet (State Peace and Development Council - SLORC). Leta 1989 je SLORC po razširjenju protestov razglasila vojno stanje. Vojaška vlada je pripravila načrte za volitve Ljudske skupščine 31. maja 1989. SLORC je v letu 1989 spremenila uradno ime države iz angleške "Socialistične zvezne republike Burme" (Socialist Republic of the Union of Burma) v "Zvezo Mjanmar".
Maja 1990 so prvič v skoraj 30 letih potekale svobodne volitve in Nacionalna liga za demokracijo (NLD), stranka Aung San Su Či, je dobila 392 od skupaj 489 sedežev (tj. 80 % sedežev). Vendar pa jih je vojaška hunta zavrnila in še naprej do leta 1997 je vladala SLORC, nato pa kot Država miru in razvojnega sveta (SPDC) do njene razpustitve marca 2011.
23. junija 1997 je bila Burma sprejeta v Združenje držav jugovzhodne Azije (ASEAN). 27. marca 2006 je vojaška hunta, ki je v novembru 2005 preselila glavno mesto iz Jangona v bližnji Pjinman, uradno imenovala novo glavno mesto Nepjido, kar pomeni "mesto kraljev". 
V avgustu 2007 je povečanje cen dizelskega goriva in bencina povzročilo vrsto protivladnih protestov, ki jih je vlada ostro obravnavala. Protesti so nato postali kampanja civilnega odpora (imenovan tudi žafranasta revolucija), ki so jo vodili budistični menihi, na stotine jih je kljubovalo hišnim priporom in zagovarjalo demokracijo Aung San Su Či.
Vlada jih je zatrla 26. septembra 2007. Vojaško zatrtje neoboroženih protestnikov žafranaste revolucije je bilo obsojeno kot del mednarodnega odziva na burmanske protivladne proteste 2007 in je povzročilo povečanje gospodarskih sankcij proti burmanski vladi.
V maju 2008 je ciklon Nargis povzročil veliko škodo v gosto poseljeni riževi delti reke Iravadi.  To je bila najhujša naravna nesreča v burmanski zgodovini s poročili o 200.000 mrtvih ali pogrešanih in škodi, ki je znašala do 10.000.000.000 $, več kot 1 milijon ljudi je ostalo brez domov. V kritičnih dneh po tej nesreči je bila vlada Burme obtožena, da ovira prizadevanja Združenih narodov za pomoč. Zaprosila je za humanitarno pomoč, ampak pomisleki glede tujih vojaških sil ali prisotnost strokovnjakov v državi je odložila vstop ameriških vojaških letal, ki so dostavljala zdravila, hrano in druge potrebščine.
V začetku avgusta 2009 je spopad, znan kot incident Kokang, izbruhnil v državi Šan v severni Burmi. Več tednov se je vojaška hunta borila proti narodnim manjšinam, vključno s Kitajci Han, Va in Kačini. Med 8. in 12. avgustom, v prvih dnevih spopada, je kar 10.000 burmanskih civilistov pobegnilo v provinco Junan v sosednjo Kitajsko. 

### Demokratične reforme
Cilj burmanskega ustavnega referenduma, ki je bil 10. maja 2008, je bil vzpostavitev "disciplinirane cvetoče demokracije". Spremenjeno je bilo tudi ime države v "Zvezno republiko Mjanmar", splošne volitve so potekale v skladu z novo ustavo leta 2010. Opazovalke volitev 2010 so opisale dogodek kot večinoma miren, vendar pa so bili izraženi očitki o nepravilnostih na voliščih, zato so Združeni narodi (ZN) in številne zahodne države obsodile volitve kot lažne.
Vojaško podprta "Unija za solidarnost in razvoj" je razglasila zmago na volitvah leta 2010, češ da je dobila 80 odstotkov glasov. To trditev so izpodbijale številne prodemokratične opozicijske skupine, ki so zatrjevale, da je vojaški režim goljufal.
Od izvolitve 2010 se je vlada lotila vrste reform, da bi se država razvijala v smeri liberalne demokracije, mešanega gospodarstva in sprave. Reforme vključujejo izpustitev voditeljice prodemokracije Aung San Su Či iz hišnega pripora, ustanovitev nacionalne komisije za človekove pravice, dodelitev splošne amnestije za več kot 200 političnih zapornikov, novo delovno zakonodajo, ki bi omogočala sindikate in stavke, sprostitev tiskovne cenzure in ureditev deviznega trga.
Vpliv reform je bil viden na številnih področjih, vključno s ponudbo ASEAN-a za sedež Burme leta 2014. Obisk državne sekretarke ZDA Hillary Clinton v decembru 2011 je spodbudil nadaljnji napredek. To je bil prvi obisk državnega sekretarja v več kot petdesetih letih (Clintonova se je srečala z burmanskim predsednikom in nekdanjim vojaškim poveljnikom Teinom Seinom kot tudi opozicijsko voditeljico Aung San Su Či). Julija 2013 je bilo okoli 100 političnih zapornikov še vedno v zaporu, medtem ko se spopadi med burmansko vojsko in lokalnimi uporniškimi skupinami nadaljujejo.

### Državljanska vojna
Državljanske vojne so bile stalnica na družbenopolitičnem prizorišču Burme od osamosvojitve leta 1948. Te vojne so pretežno boji za etnično in subnacionalno avtonomijo na območjih, ki obkrožajo etnično burmanske osrednje dele države. Tuji novinarji in obiskovalci potrebujejo posebno dovoljenje za obisk območij, na katerih potekajo državljanske vojne.
Oborožen spopad med kitajskimi uporniki in mjanmarsko vojsko je povzročil ofenzivo Kokang v februarju 2015. Spopad je prisilil 40.000 do 50.000 civilistov, da so zapustili svoje domove in poiskali zavetje na kitajski strani meje. Kitajska vlada je bila obtožena dajanja vojaške pomoči kitajskim upornikom. 

## Geografija
Burma ima skupno površino 678.500 kvadratnih kilometrov. Leži med zemljepisno širino 9 ° in 29 ° N in zemljepisno dolžino 92 ° in 102 ° E. Februarja 2011 je Burmo sestavljalo 14 držav in regij, 67 okrožij, 330 mestnih okrožij, 64 podokrožij, 377 mest, 2914 oddelkov, 14.220 vaških skupnosti in 68.290 vasi.
Burma meji na severozahodu na Bangladeš in države Mizoram, Manipur, Nagaland in Arunačal Pradeš Indijo. Na severu in severovzhodu meji na avtonomno pokrajino Tibet in provinco Junan; kitajsko-burmanska meja je skupaj dolga 2185 km. Meji tudi na Laos in Tajsko na jugovzhodu. Burma ima 1930 km morske obale ob Bengalskem zalivu in Andamanskem morju na jugozahodu in jugu, kar je četrtina njenega celotnega obsega. 
Na severu gore Hengduan je meja s Kitajsko. Hkakabo Razi, ki je v državi Kačin, je z nadmorsko višino 5881 metrov najvišja točka v Burmi. Mnoge gorske verige, kot so Rakhine Joma, Bago Joma, Šan in Tenaserim prav tako oblikujejo Burmo, in vse ležijo na severu do južno od Himalaje.
Gorske verige delijo trije rečni sistemi: reka Iravadi, Salvin (Tanlvin) in Sitaung. Iravadi je najdaljša reka v Burmi, dolga skoraj 2170 kilometrov in se izliva v zaliv Martaban. Med gorskimi verigami ležijo rodovitne ravnice. Večina prebivalstva Burme živi v dolini reke Iravadi med planotama Rakhine Joma in Šan.

### Upravne enote
Burma je razdeljena na sedem držav in sedem regij, prej imenovanih oddelki. Regije so pretežno burmanske (v glavnem jih naseljujejo prevladujoče narodnostne skupine). Države so v bistvu regije, v katerih so doma posamezne narodnostne manjšine. Administrativni oddelki se nadalje delijo na okrožja, ki se naprej delijo na podokrožja, občine, mesta in vasi.
V preglednici je stanje na dan 31. decembra 2001: 
| Št. | država/regija     | okrožje | mestno okrožje | podokrožje/ mesto | občina | vaška skupnost | vas   |
| --- | ----------------- | ------- | -------------- | ----------------- | ------ | -------------- | ----- |
| 1   | država Kačin      | 4       | 18             | 20                | 116    | 606            | 2630  |
| 2   | država Kajah      | 2       | 7              | 7                 | 29     | 79             | 624   |
| 3   | država Kajin      | 3       | 7              | 10                | 46     | 376            | 2092  |
| 4   | država Čin        | 2       | 9              | 9                 | 29     | 475            | 1355  |
| 5   | regija Sagaing    | 8       | 37             | 37                | 171    | 1769           | 6095  |
| 6   | regija Tanintarji | 3       | 10             | 10                | 63     | 265            | 1255  |
| 7   | regija Bago       | 4       | 28             | 33                | 246    | 1424           | 6498  |
| 8   | regija Magvaj     | 5       | 25             | 26                | 160    | 1543           | 4774  |
| 9   | regija Mandalaj   | 7       | 31             | 29                | 259    | 1611           | 5472  |
| 10  | država Mon        | 2       | 10             | 11                | 69     | 381            | 1199  |
| 11  | država Rakhine    | 4       | 17             | 17                | 120    | 1041           | 3871  |
| 12  | regija Jangon     | 4       | 45             | 20                | 685    | 634            | 2119  |
| 13  | država Šan        | 11      | 54             | 54                | 336    | 1626           | 15513 |
| 14  | regija Iravadi    | 6       | 26             | 29                | 219    | 1912           | 11651 |
|     | skupaj            | 63      | 324            | 312               | 2548   | 13742          | 65148 |

### Podnebje
Velik del države leži med rakovim povratnikom in ekvatorjem. S svojimi obalnimi regijami leži v monsunskem delu Azije, ki prejme več kot 5000 mm dežja letno. Letna količina padavin v regiji delte je približno 2500 mm, medtem ko je povprečna letna količina padavin v suhi coni v osrednji Burmi manj kot 1000 mm. Severne regije so hladnejše, s povprečno temperaturo 21 °C. Obalne in regija delte imajo povprečno najvišjo temperaturo 32 °C.

### Rastlinstvo in živalstvo
Upočasnjena gospodarska rast Burme je prispevala k ohranjanju večjega dela okolja in ekosistemov. Gozdovi, vključno z gostim tropskim rastjem in dragoceno tikovino (Tectona grandis) v spodnji Burmi, pokrivajo več kot 49 % države, vključno z območji akacije, bambusa, Hopea odorata in Magnolia champaca, kokosove palme in palmo Areca catechu ter kavčukovca. V severnem višavju veliko zemlje zajemajo hrast, bor in različni rododendroni. 
Močna sečnja po zakonu o gozdarstvu iz leta 1995 je resno zmanjšala gozdne površine in habitat prostoživečih živali. Zemljišča ob obali so prekrita z raznimi vrstami tropskega sadja in mangrovami, čeprav je veliko zaščitenih mangrov izginilo. V večjem delu osrednje Burme (suha cona) je vegetacija redka in zakrnela.
Tipične džungelske živali, predvsem tigri in leopardi, se v Burmi redko pojavljajo. V zgornji Burmi so nosorogi, divji bivoli (Bubalus), divje svinje, jeleni, antilope in sloni, ki so tudi udomačeni ali vzrejeni v ujetništvu za uporabo kot delovna žival, zlasti v gozdarstvu. Manjši sesalci so številni, to so giboni, opice, leteče lisice in tapirji. Številčnost ptic je opazna z več kot 800 vrstami, vključno papige, pavi, fazani, vrane, čaplje in paddybirds (riževe ptice). Med plazilci so krokodili, gekoni, kobre, burmanski piton in želve.  Na stotine vrst sladkovodnih rib so velik in zelo pomemben vir hrane. Za seznam zaščitenih območij glej seznam zavarovanih območij v Burmi. 

## Družba

### Demografija
Začasni popisi 2014 kažejo, da je vsega prebivalstva 51.419.420.  Ta številka ne vključuje ocenjenih 1.206.353 oseb v delih severne Rakhine, držav Kačin in Kajin, ki niso bili prešteti. Ljudje, ki so bili v času popisa v tujini, niso vključeni. Obstaja več kot 600.000 registriranih delavcev migrantov iz Burme na Tajskem in milijon več, ki delajo na črno. Burmanski delavci migranti predstavljajo 80 % delavcev migrantov na Tajskem. Gostota prebivalstva je 76 na kvadratni kilometer in je med najnižjimi v jugovzhodni Aziji.
Rodnost v Burmi je bila leta 2011 2,23 in je nizka v primerjavi z državami jugovzhodne Azije v podobnem gospodarskem položaju (Kambodža 3,18 in Laos 4,41). Kljub odsotnosti nacionalne politike prebivalstva je rodnost veliko nižja v urbanih območjih.
Sorazmerno hiter upad rodnosti je pripisati več dejavnikom, vključno z ekstremno poznimi sklenitvami zakonske zveze, razširjenostjo nezakonitih splavov in visokega deleža samskih, neporočenih žensk v rodni dobi (25,9 % žensk, starih 30-34 in 33,1% moških in žensk, starih od 25-34 let).

### Etnične skupine
| Ethnic Composition in Burma (rough estimate) | Ethnic Composition in Burma (rough estimate) | Ethnic Composition in Burma (rough estimate) | Ethnic Composition in Burma (rough estimate) | Ethnic Composition in Burma (rough estimate) |
| -------------------------------------------- | -------------------------------------------- | -------------------------------------------- | -------------------------------------------- | -------------------------------------------- |
| ethnic group                                 | ethnic group                                 |                                              | percent                                      | percent                                      |
| Burmanci                                     | Burmanci                                     |                                              | 68%                                          | 68%                                          |
| Šani                                         | Šani                                         |                                              | 9%                                           | 9%                                           |
| Kareni                                       | Kareni                                       |                                              | 7%                                           | 7%                                           |
| Rakini                                       | Rakini                                       |                                              | 3.5%                                         | 3.5%                                         |
| burmanski Kitajci                            | burmanski Kitajci                            |                                              | 2.5%                                         | 2.5%                                         |
| Moni                                         | Moni                                         |                                              | 2%                                           | 2%                                           |
| Kačini                                       | Kačini                                       |                                              | 1.5%                                         | 1.5%                                         |
| burmanski Indijci                            | burmanski Indijci                            |                                              | 1.3%                                         | 1.3%                                         |
| Čini                                         | Čini                                         |                                              | 1%                                           | 1%                                           |
| Kareni                                       | Kareni                                       |                                              | 0.8%                                         | 0.8%                                         |
| drugi                                        | drugi                                        |                                              | 5%                                           | 5%                                           |

Burma je etnično raznovrstna. Vlada se zaveda, da v državi živi 135 različnih etničnih skupin. Čeprav je zelo težko preveriti to izjavo, obstaja vsaj 108 različnih etnolingvističnih skupin, ki sestojijo v glavnem iz različnih tibetansko-burmanskih narodov, tajsko-kadajskih, hmongsko-mienskih in azijskih (Moni-Kmeri).
Burmancev je okoli 68 %, Šanov 10 %, Kajinov 7 %, Rakinov 4 %, raznih kitajskih skupin je približno 3 %. Burmanske narodne manjšine raje imenujejo "etnični državljani" kot "narodne manjšine", saj izraz "manjšine" povečuje njihov občutek manjvrednosti in prevlado burmanske kulture nad manjšinskimi kulturami. 
Ob mejah z Indijo, Bangladešem in Tajsko so begunska taborišča, v katerih je več kot 295.800 manjšinskih beguncev iz Burme, predvsem Rohingji in Kareni. Od leta 2006 se je več kot 55.000 burmanskih beguncev preselilo v Združene države Amerike. 
Preganjanje burmanskih Indijcev, burmanskih Kitajcev in drugih narodnih skupin po vojaškem udaru generala Ne Vina v letu 1962 je povzročilo izgon ali izseljevanje 300.000 ljudi. Angloburmanci so takrat pobegnili iz države ali spremenili svoja imena in se pomešali s širšo burmansko družbo.
Veliko Rohingjev, ki so muslimani, je pobegnilo iz Burme. Številni begunci so šli v sosednji Bangladeš, vključno z 200.000 v letu 1978 kot posledica operacije Kralj Dragon v Arakanu in nato jih je odšlo še 250.000 leta 1991. 

### Jeziki
V Burmi so štiri glavne jezikovne družine: kitajsko-tibetanska, tajsko-kadajska, avstroazijska in indoevropska.  Kitajsko-tibetanski jeziki so najbolj razširjeni. Vključujejo burmanščino, karenščino, kačinščico, jezik čin in kitajščino. Primarni tajsko-kadajski jezik je šan. Monski jezik, palaung in va so glavni avstroazijski govorjeni jeziki v Burmi. Dva glavna indoevropska jezika sta pali, liturgični jezik teravadskega budizma, in angleščina.
Burmanščina, materni jezik Burmancev in uradni jezik v Burmi, je povezana s tibetanskim in kitajskim jezikom. To se vidi v pisavi, ki sestoji iz krožnih in polkrožnih pismenk, ki so bile prilagojene južnoindijskim v 5. stoletju. Najstarejši znani zapisi v burmanščini so iz 11. stoletja. Uporabljajo jih tudi pali, sveti jezik teravadskega budizma, in več jezikov narodnih manjšin, vključno šanski jezik, več karenskih narečij in kajah (Kareni) z dodatkom posebnih znakov za vsak jezik. 
Burmanska družba je tradicionalno poudarjala pomen izobraževanja. V vaseh se otroci pogosto šolajo v samostanih. Sekundarno in terciarno izobraževanje poteka v državnih šolah.

### Religija
| Religija v Mjanmarju (Pew Research) | Religija v Mjanmarju (Pew Research) | Religija v Mjanmarju (Pew Research) | Religija v Mjanmarju (Pew Research) | Religija v Mjanmarju (Pew Research) |
| ----------------------------------- | ----------------------------------- | ----------------------------------- | ----------------------------------- | ----------------------------------- |
|                                     |                                     |                                     |                                     |                                     |
| budizem                             | budizem                             |                                     | 80%                                 | 80%                                 |
| krščanstvo                          | krščanstvo                          |                                     | 7%                                  | 7%                                  |
| burmanska ljudska religija          | burmanska ljudska religija          |                                     | 6%                                  | 6%                                  |
| islam                               | islam                               |                                     | 4%                                  | 4%                                  |
| hinduizem                           | hinduizem                           |                                     | 2%                                  | 2%                                  |
| drugo                               | drugo                               |                                     | 1%                                  | 1%                                  |

V Burmi poznajo različne religije. Verska poslopja in pravila imajo že mnogo let. Praznovanj se navadno udeleži veliko ljudi. Kristjane in muslimane kljub temu preganjajo. Če nisi budist, se težko pridružiš vojski ali dobiš državno službo. To je še posebej opazno v vzhodni Burmi, kjer je bilo v zadnjih desetih letih uničenih več kot 3000 vasi. V zadnjih 20 letih je več kot 200.000 muslimanov zaradi preganjanja zbežalo v Bangladeš.
V Burmi so v glavnem budisti (od 80 % do 89 %). Teravadski budizem je najbolj razširjen.
4 % je muslimanov, 7 % kristjanov, 1 % ljudi je tradicionalnega animističnega prepričanja in 2 % pripada drugim religijam, kot so mahajanski budizem, hinduizem in vzhodnoazijska verstva. V mednarodnem poročilu o verski svobodi ameriškega zunanjega ministrstva za leto 2010 piše, da uradna statistika podcenjuje nebudistično prebivalstvo. Neodvisni raziskovalci menijo, da je med 6 in 10 % muslimanov. Majhna judovska skupnost je imela v Jangonu sinagogo, ne pa rabina rezidenta. 
Čeprav je hindujcev le 2 %, je bila to v preteklosti glavna religija v Burmi. V prvem tisočletju n. št. pa do obdobja Pagan (9. do 13. stoletje) v obdobju Mon in Pju je bilo več vej hinduizma poleg teravadskega in mahajanskega budizma.

### Izobraževanje
Glede na podatke Unescovega inštituta za statistiko je bila uradna stopnja pismenosti v Burmi leta 2000 90-odstotna.  V preteklosti je imela Burma vedno visoko stopnjo pismenosti. 
Izobraževalni sistem Burme upravlja vladna agencija, Ministrstvo za šolstvo. Izobraževalni sistem temelji na sistemu Združenega kraljestva zaradi skoraj stoletne britanske in krščanske navzočnosti v Burmi. Skoraj vse šole so državne, vendar se je nedavno povečalo število zasebnih angleških jezikovnih šol. Šolanje je obvezno do konca osnovne šole, približno do starosti okoli 9 let, medtem ko je obvezno šolanje do starosti 15 ali 16 let na mednarodni ravni.
Burma ima 101 univerzo, 12 inštitutov, 9 stopenjskih šol in 24 kolidžev, skupno 146 visokošolskih ustanov. Imajo še 2047 osnovnih visokih šol, 2605 osnovnih srednjih šol, 29.944 osnovnih šol in 5952 šol po osnovni. V okviru tega sistema obstaja 1692 multimedijskih učilnic.
Imajo štiri mednarodne šole: WASC in College Board-International School Yangon (ISY), Crane International School Yangon (CISM), Yangon International School (Yis) in Mednarodna šola Mjanmar (ISM) v Jangonu.

### Kriminal
Burma je ena izmed najbolj skorumpiranih držav na svetu. Indeks 2012, Transparency International Corruption Perceptions uvršča državo na 171. mesto od 176 držav. 
Burma je druga največja svetovna proizvajalka opija za Afganistanom. Pridelajo približno 25 % opija v svetu. Je del tako imenovanega Zlatega trikotnika. Industrija opija je imela monopol v kolonialnih časih in je od takrat s pomočjo podkupljivih uradnikov nezakonito delovala med burmanskimi vojaškimi in uporniškimi borci, predvsem kot osnova za proizvodnjo heroina.
Burma je največji proizvajalec metamfetamina na svetu, vključno z drogo yaba, ki jo najdemo na Tajskem, proizvedejo v Burmi, zlasti v Zlatem trikotniku in severovzhodni državi Šan, ki meji s Tajsko, Laosom in Kitajsko. Burmanski yaba se običajno proda na Tajsko prek Laosa, preden ga odpeljejo skozi severovzhodno tajsko regijo Isan.

## Gospodarstvo
Burma je ena izmed najrevnejših držav v jugovzhodni Aziji, ki trpijo zaradi desetletij stagnacije, slabega upravljanja in izolacije. Pomanjkanje izobražene delovne sile, usposobljene za sodobne tehnologije, ovira burmansko gospodarstvo.
Burma nima ustrezne infrastrukture. Blago potuje predvsem čez tajsko mejo in vzdolž reke Iravadi. Železnice so stare in nepopolne ter slabo vzdrževane, saj so bile zgrajene v poznem 19. stoletju. Ceste so običajno netlakovane, razen v večjih mestih. Pomanjkanje energije se pojavlja po vsej državi, tudi v Jangonu, le 25 % prebivalcev v državi ima elektriko.
Vojaška vlada ima položaj večine zainteresiranih strani v vseh glavnih industrijskih korporacijah v državi (od proizvodnje olja in potrošniškega blaga do prometa in turizma). 
Nacionalna valuta je čat (kyat). Med letoma 2005 in 2007 je bila inflacija 30,1-odstotna. Inflacija je resen problem za gospodarstvo.
V obdobju 2010-2011 je Bangladeš izvozil v Mjanmar izdelkov v vrednosti 9.650.000 ameriških dolarjev. Letni uvoz zdravil in medicinske opreme v Burmo je v letu 2000 znašal 160 milijonov ameriških dolarjev.
V zadnjih letih sta Kitajska in Indija skušali okrepiti vezi z vlado v gospodarsko korist. Mnogi narodi, vključno z Združenimi državami Amerike in Kanado ter Evropsko unijo, so uvedli naložbene in trgovinske sankcije. Združene države Amerike in Evropska unija so večino svojih sankcij omilile v letu 2012. Tuje naložbe prihajajo predvsem iz Kitajske, Singapurja, Filipinov, Južne Koreje, Indije in Tajske.

### Zgodovina
Pod britansko upravo je bila Burma druga najbogatejša država v jugovzhodni Aziji. Bila je največja svetovna izvoznica riža. Imela je tudi veliko naravnih bogastev in delovne sile. Britanska Burma je začela izvažati surovo nafto leta 1853 in bila ena prvih proizvajalcev nafte na svetu. Burma proizvede 75 % tikovine na svetu. Bogastvo je bilo v glavnem v rokah Evropejcev. Leta 1930 je kmetijska proizvodnja padla, mednarodne cene riža so se zmanjšale in si niso opomogle več desetletij.
Med drugo svetovno vojno so Britanci uničili glavne vladne stavbe, naftne vrelce in rudnike volframa, kositra, svinca in srebra, da jih ne bi dobili Japonci. Burmo sta bombardirali obe strani. Po osamosvojitvi je bila država v ruševinah, njena glavna infrastruktura je bila popolnoma uničena. Potem ko je bila leta 1948 oblikovana parlamentarna vlada, se je premier U Nu lotil nacionalizacije in je bila država razglašena za lastnico vseh zemljišč. Vlada je tudi poskušala izvajati osemletni načrt razvoja. Leta 1950 je izvoz riža padel za dve tretjini in izvoz mineralnih surovin za več kot 96 % (v primerjavi z obdobjem pred drugo svetovno vojno). Načrti so bili delno financirani s tiskanjem denarja, kar je privedlo do inflacije.
Leta 1962 so sledili gospodarskemu sistemu, imenovanemu burmanska pot v socializem, načrtovali so, da bodo nacionalizirali vso industrijo, razen kmetijstva. Katastrofalen program je pahnil Burmo v položaj ene najrevnejših držav na svetu. Burma je imela status najmanj razvite države v ZN leta 1987, ki je razglasila svoj gospodarski stečaj. 

### Kmetijstvo
Glavni kmetijski pridelek je riž, ki pokriva približno 60 % celotne površine obdelovalnih površin v državi. Riž predstavlja 97 % celotne proizvodnje zrnja za hrano. Z uvajanjem 52 modernih sort riža z International Rice Research Institute, uvedenih med letoma 1966 in 1997, se je proizvodnja povečala do 14 milijonov ton v letu 1987 in 19 milijonov ton v letu 1996. Do leta 1988 so bile moderne sorte posajene na polovici riževih polj v državi, vključno z 98 odstotkov na namakanih površinah. Proizvodnja riža je bila v letu 2008 ocenjena na 50 milijonov ton.

### Pridelava droge
Burma je tudi druga največja svetovna proizvajalka opija, kar je 8 % celotne svetovne proizvodnje in je glavni vir prepovedanih drog, vključno z amfetamini. Prepoved proizvodnje opija od leta 2002 kot posledica mednarodnih pritiskov je pomenila, da so kmetje v regijah Kokang in Va ostali brez trajnih virov prihodkov. Zdaj so odvisni od priložnostnih del.

### Naravni viri
Burma ima drage kamne, kot so rubini, safirji, biseri in žad. Rubini prinesejo največ dohodka; 90 % rubinov na svetu prihaja iz Burme, rdeči kamni so cenjeni zaradi svoje čistosti in odtenka. Tajska kupi večino draguljev. "Dolina rubinov" leži v goratem območju okoli Mogoka, 200 km severno od Mandalaja in je znana po redkih golobje rdečih rubinih in modrih safirjih. 
Veliko ameriških in evropskih draguljarjev, vključno Bulgari, Tiffany in Cartier, zavračajo uvoz teh kamnov zaradi bednih delovnih razmer v rudnikih. Human Rights Watch je spodbudila popolno prepoved nakupa burmanskih draguljev na podlagi poročil in ker skoraj vsi dobički pristanejo pri vladajoči hunti, saj je bila večina rudarske dejavnosti v državi nacionalizirana. Vlada Burme nadzoruje trgovino draguljev v neposredni lasti ali s skupnimi vlaganji z zasebnimi lastniki rudnikov.
Druge panoge vključujejo kmetijske pridelke, tekstil, lesene izdelke, gradbeni material, kovine, nafto in zemeljski plin.

### Turizem
Leta 1992 je vlada začela spodbujati turizem v državi. V letu 2006 je bilo manj kot 270.000 turistov kljub prizadevanju burmanskega ministrstva za hotelirstvo in turizem.
Najbolj priljubljeni turistični cilji v Burmi so velika mesta, kot sta Jangon in Mandalaj, verska mesta po državi Mon, Pindaja, Bago in Hpa-An, naravne poti ob jezeru Inle, Kengtung, Putao, Pjin O Lvin, starodavna mesta, kot so Bagan in Mrauk U, kot tudi plaže v krajih Nabule, Ngapali, Ngve-Saung, Mergui. Kljub temu je velik del države zaprt za turiste zaradi povezav med tujci in ljudmi v Burmi, zlasti v obmejnih regijah, ki so pod policijskim nadzorom. O politiki se s tujci ne sme razpravljati, zagrožena je kazen zapora. Letu 2001 je Myanmar Tourism Promotion Board izdal odredbo lokalnim uradnikom za zaščito turistov in omejil "nepotrebne stike" med tujci in navadnimi burmanskimi ljudmi.
Najpogostejši način za vstop v državo je z letalom ali po kopnem. Tujci ne morejo v Mjanmar ali iz njega po morju ali reki. Je zelo malo mejnih prehodov, ki omogočajo prehod zasebnih vozil, kot je na meji med krajem Ruili (Kitajska) in Mu-se, na meji med Htee Kee (Burma) in Ban Phu Nam Ron (Tajska) (najbolj neposredna povezava med Daveiem in Kančanaburijem) in meja med Mjavadijem (Burma) in Mae Sotom (Tajska).
Letalske povezave so na voljo v večino držav, čeprav so direktni leti omejeni predvsem na Tajsko in druge letalske družbe ASEAN-a. Po reviji Eleven: "V preteklosti je bilo le 15 mednarodnih letalskih linij, a se je število letalskih povezav z direktnimi leti v zadnjem času povečalo: iz Japonske, Katarja, Tajvana, Južne Koreje, Nemčije in Singapurja.«  Pričakujejo sicer povečanje, a še vedno so v glavnem tajske in druge azijske letalske družbe.

### Ekonomske sankcije
Vlada Burme je pod gospodarskimi sankcijami Ministrstva za finance ZDA (31 CFR Part 537, 16. avgusta 2005) in odredb 13047 (1997), 13310 (2003), 13448 (2007), 13464 (2008) in najnovejše, 13619 (2012). Vprašanje je, ali so imele ameriške sankcije več negativnih učinkov na civilno prebivalstvo ali na vojaško oblast. 
Od maja 2012 do februarja 2013 so Združene države začele zaostrovati gospodarske sankcije proti Burmi "v odgovor na zgodovinske reforme, ki so se odvijale v tej državi". Sankcije ostajajo za blokirane banke in vse poslovne subjekte, ki so v več kot 50-odstotni lasti oseb, ki so "posebej označene in blokirane osebe na seznamu OFAC (seznam SDN)". 

### Ekonomska sprostitev po letu 2011
V marcu 2012 se je pojavil osnutek zakona za tuje naložbe, prvi po več kot dveh desetletjih. Tujci ne bodo več potrebovali lokalnega partnerja za začetek poslovanja v državi in bodo lahko zakonito zakupili lastno premoženje, ne pa ga kupili. Predlog zakona tudi določa, da mora biti v podjetju vsaj 25 % burmanskih državljanov kot usposobljene delovne sile, s poznejšim usposabljanjem pa od 50 do 75 %.
V letu 2012 je Azijska razvojna banka uradno začela ponovno sodelovati z državo pri financiranju infrastrukturnih in razvojnih projektov. Združene države Amerike, Japonska in države Evropske unije so prav tako začele zmanjševati ali odpravljati gospodarske sankcije ter omogočati neposredne tuje naložbe, ki bodo zagotavljale burmanski vladi dodatne davčne prihodke.
V decembru 2014 je Mjanmar podpisal sporazum za ustanovitev svoje prve borze. Yangon Stock Exchange Joint Venture Co. Ltd je bila ustanovljena z 51 odstotki Mjanmarske gospodarske banke, 30,25 odstotka japonske Daiwa Institute of Research Ltd in 18,75 odstotka japonske Exchange Group.

### Merske enote
Po podatkih World Factbook je Burma je ena od treh držav skupaj z Liberijo in Združenimi državami Amerike, ki niso sprejele mednarodnega sistema enot (SI) - metričnega sistema kot uradnega sistema za uteži in mere. Skupne enote za mere so posebne za Burmo, vendar spletne vladne strani uporabljajo obe imperialni enoti in metrični sistem.  
V juniju 2011 je v burmanski vladi ministrstvo za trgovino začelo razpravo o predlogih za reformo sistema merjenja in sprejetje mednarodnega sistema enot z večino svojih trgovinskih partnerjev. V oktobru 2013 so poročali, da je dr. Pvint San, namestnik ministra za trgovino, napovedal, da se država pripravlja na sprejetje mednarodnega sistema enot. 

## Kultura
V Burmi imajo veliko raznovrstnih avtohtonih kultur. Večina je predvsem budistična in burmanska. Na burmansko kulturo so vplivale kulture sosednjih držav. To se kaže v jeziku, kulinariki, glasbi, plesu in gledališču. Na umetnost, še posebej literaturo, so v preteklosti vplivale lokalne oblike teravadskega budizma. Narodni ep Burme, Jama Zatdo (Yama Zatdaw), je priredba indijskega epa Ramajana, nanj so močno vplivale tajska, monska in indijska različica igre. V Burmi v budizmu častijo nate (duh), ki vključuje zapletene obrede za pridobitev naklonjenosti enega od 37 natov panteona.
V tradicionalnih vaseh je samostan središče kulturnega življenja. Menihi so častili, laiki pa so jih podpirali. Slovesnost noviciat, imenovana šinbju, je najpomembnejši dogodek za dozorevajočega dečka, ki vstopa v samostan. Vsi fantje v budističnih družinah so želeli postati novinci (začetnik budizma), preden so dopolnili starost dvajset let in postati menihi po dvajsetem letu. Dekleta imajo obred ušesnega piercinga v istem času. Burmanska kultura je najbolj očitna v vaseh, kjer imajo lokalne festivale vse leto, pri čemer je najpomembnejši festival pagoda. Mnoge vasi so skrbniki natov, vraževerje in tabuji so vsakdanjost.
Britanski kolonialisti so v Burmo uvedli zahodne kulturne prvine. Izobraževalni sistem Burme deluje po zgledu Združenega kraljestva. Vplivi kolonialne arhitekture so najbolj očitni v večjih mestih, kot je Jangon. Veliko narodnih manjšin, zlasti Kareni na jugovzhodu ter Kačini in Čini na severu in severovzhodu izvajajo krščanske obrede.

### Kuhinja
Za burmansko kuhinjo je značilno, da pozna veliko ribjih jedi, kot so ribje omake, ngapi (fermentirana morska hrana) in posušene kozice.
Mohinga je tradicionalna jed za zajtrk in je narodna jed Burme. Morska hrana je pogosta sestavina v obalnih mestih, kot so Sitve, Čaukpju, Molamjaing (prej Moulmein), Mjeik in Davej, medtem ko sta meso in perutnina pogostejša v celinskih mestih, kot je Mandalaj. Sladkovodne ribe in kozice so bile sestavina celinske kuhinje kot primaren vir beljakovin in se uporabljajo na različne načine, sveže, soljene cele ali v filejih, soljene in sušene, kot slana pasta ali fermentirano kislo in stisnjeno.
Burmanska kuhinja vsebuje tudi različne solate (a toke) z eno glavno sestavino, ki je iz škroba, kot je riž, pšenica in riževi rezanci, stekleni rezanci, krompir, ingver, paradižnik, kombava, dolgi fižol, lahpet (fermentirani ali vloženi čajni listi) in ngapi (ribja krema).

### Umetnost
Burmanska sodobna umetnost se je razvila precej samostojno in precej hitro.
Eden prvih študentov zahodne umetnosti je bil Ba Njan (1897–1945). Skupaj z Ngve Gaing (1901–1967) in peščico drugih umetnikov so bili pionirji zahodnega sloga slikarstva v Burmi. Večina študentov se je pozneje učila od mojstrov prek vajeništva. Nekaj znanih sodobnih umetnikov: Lun Gyve, Aung Čo Htet, MPP Jei Mjint, Mjint Sve, Min Vai Aung, Aung Mjint, Kin Maung Jin, Po Po in Zo Zo Aung.
Večina mladih umetnikov, ki so bili rojeni leta 1980, ima večje možnosti za umetniško ustvarjanje v državi in zunaj nje. Performans je priljubljena zvrst med burmanskimi mladimi umetniki.

### Unescova dediščina
Starodavno mesto Pju (Pyu Ancient Cities) vsebuje ostanke opečnatih stup, zidov in obrambnih jarkov v mestih Halin (regija Sagaing, okrožje Švebo; 22°28′24″N 95°48′55″E / 22.473415°N 95.815159°E), Beiktano (regija Magve, okrožje Taungdvindži; 20°00′25″N 95°22′27″E / 20.006993°N 95.374134°E) in Šri Ksetra (regija Bago, okrožje Pjaj; 18°48′35″N 95°17′23″E / 18.809632°N 95.289602°E), ki so v obsežni namakani pokrajini v suhem območju porečja reke Iravadi. Kažejo razcvet kraljestva Pju v več kot 1000 letih, med 200 pr. n. št. in 900 n. št. Pokrivajo kombinirano površino več kot 5000 hektarjev, ki so v varovalnih pasovih z dodatno površino skoraj 7000 hektarjev. So precej nedotaknjena mestna naselja za visokimi zidovi in obrambnimi jarki, urejena v veliki namakani pokrajini, vsebujejo ostanke monumentalnih opečnih budističnih stup (relikviariji), druge ritualne strukture, palače - trdnjave, pokopališča, naprave za upravljanja voda - nekatere še vedno v uporabi, ki temeljijo na organiziranem intenzivnem kmetijstvu, in zgodnje lokacije industrijske proizvodnje. Tri mesta so delno izkopana arheološka najdišča.
Starodavna mesta Pju so zaznamovala nastanek prve zgodovinsko dokumentirane budistične urbane civilizacije v jugovzhodni Aziji. Skupaj ta tri mesta zagotavljajo materialne dokaze v zgodnjih, zrelih in poznih fazah civilizacije Pju. Ustanovitev pismenih budističnih samostanskih skupnosti je nastala v povezavi z organizacijo kmetijske proizvodnje, specializirane industrijske proizvodnje pri proizvajalcih izdelkov, gradnjo verskih spomenikov iz opeke in razvojem edinstvenih pogrebnih praks. Tehnološke inovacije upravljanja virov, hidravlika, kmetijstvo, proizvodnja opeke in uporaba železa v starodavnih mestih so temelj za pomemben napredek v urbanizmu in pri gradnji objektov, ki so nastali pri ustvarjanju urbanih prototipov, ki so se pozneje, v naslednjih tisoč letih, pokazali kot kritičen vpliv na tvorbo mest v jugovzhodni Aziji.
Urbana morfologija mest Pju je bila izdelana za značilnimi masivnimi zidovi, obdanimi z jarki; omrežje cest in kanalov, ki so povezovali urbani prostor znotraj obzidja z obsežnim območjem dislociranega razvoja; skladišča za kmetijske pridelke in izdelano blago pred pošiljanjem po kopenskih in rečnih poteh; področja specializirane proizvodnje; javne službe in objekti za shranjevanje hrane; monumentalne verske strukture, kot so visoke stupe in sveta vodna telesa. V bližini središča mesta Pju so bile palače - trdnjave, ki so označevale kozmično mešanico političnega in družbenega vesolja.